# Gerald Albright
Gerald Albright (Los Angeles, 30 augustus 1957) is een Amerikaanse jazz-saxofonist.

## Biografie
Albright werd geboren in Los Angeles en groeide op in de wijk South Central. Hij begon al op vroege leeftijd met pianolessen, hoewel hij beweerde geen interesse in het instrument te hebben. Zijn liefde voor muziek werd opgepikt toen hij een saxofoon kreeg die hij bij zijn pianoleraar hoorde. Het werd nog versterkt toen hij naar Locke High School ging. Na de middelbare school ging hij naar de Universiteit van Redlands waar hij een diploma in bedrijfsbeheer behaalde met een aantekening voor muziek. Hij schakelde over naar basgitaar nadat hij een concert van Louis Johnson had bezocht.
Na zijn studie werkte Albright als studiomuzikant in de jaren 80 voor Anita Baker, Ray Parker Jr., Olivia Newton-John en The Temptations. Hij sloot zich aan bij Patrice Rushen, die een band vormde, waarin hij saxofoon speelde. Toen de bassist halverwege een tournee de band verliet, verving Albright hem en rondde hij de tour af met basgitaar. Rond dezelfde tijd begon hij met drummer Alphonse Mouzon door Europa te toeren. Hij toerde ook met Anita Baker, Phil Collins, Johnny Hallyday, Whitney Houston, Quincy Jones, Jeff Lorber en Teena Marie. Naast optredens bij clubs en jazzfestivals maakte hij deel uit van Jazz Explosion-tours waar hij speelde met Will Downing, Jonathan Butler, Chaka Khan, Hugh Masekela en Rachelle Ferrell.
Albright verscheen in de televisieprogramma's A Different World, Melrose Place en in jazzsegmenten voor Black Entertainment Television, evenals in Las Vegas met Meshach Taylor van de serie Designing Women. Hij was een van de tien saxofonisten die optrad tijdens de inauguratie van president Bill Clinton.
Zijn saxofoonwerk verschijnt in de PlayStation-videogame Castlevania: Symphony of the Night tijdens het themalied "I Am the Wind", met toetsenist Jeff Lorber.
- Bibliothèque nationale de France: cb13973320r (data)
- CiNii: DA16680866
- Gemeinsame Normdatei: 13461559X
- International Standard Name Identifier: 0000 0000 7839 7651
- Library of Congress Control Number: n91057460
- MusicBrainz: a4fff57d-026a-4e32-8c8f-05a7ccb16e7b
- Nationale Bibliotheek van Tsjechië: xx0053431
- Système universitaire de documentation: 085189154
- Virtual International Authority File: 85644656
- WorldCat: E39PBJdgWHW4TJgp3XXvjDqxXd